# Задлер, Логин Карлович
Логин Карлович Задлер (нем. Ludwig Sadler; 22 августа (3 сентября) 1842, Санкт-Петербург — 24 марта (5 апреля) 1885, Санкт-Петербург) — российский пианист. Сын медика Карла Карловича Задлера.

## Биография
Логин Задлер родился 22 августа (3 сентября) 1842 года в городе Санкт-Петербурге. Игре на фортепиано в детстве обучался у Гартман, ученицы Гензельта, а в 1853 году поступил в немецкую школу мальчиков Бёма в Выборге, где обучался музыке сперва у Генриха Вехтера, а потом у Рихарда Фальтина. Поступив затем в Санкт-Петербургский университет, Задлер в то же время занимался живописью в Академии художеств и брал уроки музыки у Теодора Лешетицкого, который посоветовал ему всецело посвятить себя этому искусству. Перейдя в Московский университет, Задлер продолжал брать уроки фортепиано у Леона Оноре, а по окончании университетского курса со степенью кандидата естественных наук вернулся в Санкт-Петербург и возобновил свои занятия с Лешетицким. По совету последнего он отправился за границу пополнить своё музыкальное образование у Теодора Куллака и Карла Таузига; теорию музыки изучал у Жана Фогта.
В 1869 году Задлер женился на певице Фридерике Грюн и провёл с нею два года в Италии, где в Милане изучал контрапункт у Франческо Альмазио. В Милане же Задлер дал свой первый самостоятельный концерт и затем вскоре в Зальцбурге играл с оркестром.
В 1873 году, вернувшись в Санкт-Петербург, Задлер поступил преподавателем игры на фортепиано в музыкальные классы Николаевского Сиротского института, в 1876 году был избран преподавателем в Санкт-Петербургскую консерваторию, с 1879 года — старший преподаватель.
Кроме нескольких романсов, к напечатанным композициям Задлера относятся «Идиллия» и юмореска Op. 5 для фортепиано и Фантазия на русские народные песни для фортепиано с оркестром, посвященная Ференцу Листу. Опубликовано также выполненное Задлером переложение струнного секстета Карла Давыдова для фортепиано в четыре руки.
Помимо музыкальной деятельности, Задлер выступил соавтором итальянского писателя Гаэтано Лионелло Патуцци при переводе на итальянский язык романа А. К. Толстого «Князь Серебряный» (1872, переиздание 1874).
Логин Карлович Задлер умер 24 марта (5 апреля) 1885 года в родном городе от воспаления лёгких и был похоронен на Смоленском кладбище.